# Stránecká Zhoř
Stránecká Zhoř település Csehországban, a Žďár nad Sázavou-i járásban. Stránecká Zhoř Uhřínov, Otín, Velké Meziříčí, Blízkov, Netín, Měřín és Lavičky településekkel határos. Lakosainak száma 615 fő (2024. január 1.).

## Népesség
A település lakosságának változását az alábbi diagram mutatja:
| Lakosok száma | 620  | 616  | 613  | 568  | 551  | 587  | 599  | 614  | 609  | 615  |
|               | 1869 | 1890 | 1921 | 1950 | 1980 | 2001 | 2017 | 2019 | 2022 | 2024 |